# Greensboro (Alabama)
|  | Dieser Artikel wurde aufgrund von inhaltlichen Mängeln auf der Qualitätssicherungsseite des Projektes USA eingetragen. Hilf mit, die Qualität dieses Artikels auf ein akzeptables Niveau zu bringen, und beteilige dich an der Diskussion! Eine nähere Beschreibung der zu behebenden Mängel fehlt. |

Greensboro ist eine City im US-Bundesstaat Alabama und County Seat des Hale Countys. Im Jahr 2020 hatte der Ort 2218 Einwohner. Der Ort wurde Anfang des 19. Jahrhunderts unter dem Namen Troy gegründet, der 1823 in Greensborough geändert wurde, zu Ehren von Nathanael Greene, einem Helden des Unabhängigkeitskrieges. Der Name wurde später zu Greensboro verkürzt. In Greensboro befindet sich das Magnolia Grove Historic House Museum mit einem Antebellum-Haus im Greek-Revival-Stil.

## Geographie
Greensboros geographische Koordinaten sind 32° 42′ N, 87° 36′ W (32,702340, −87,596216).
Nach den Angaben des United States Census Bureaus hat die Stadt eine Fläche von 6,2 km², wovon fast alles auf Land und nur ein verschwindend geringer Anteil von 0,42 % auf Gewässer entfällt.

## Geschichte
Vor der Besiedelung durch die Weißen lebten in der Gegend der heutigen Stadt die Choctaw. Nachdem die Indianer im Vertrag von Fort Stephens das Land 1816 an die Vereinigten Staaten abgetreten hatten, ließ sich dort zuerst die Russell-Familie nieder. Der Ort hieß entsprechend zuerst „Russell-Siedlung“, bevor er in Troy umbenannt wurde. Im Jahr 1819 wurde das Dorf an einen anderen Ort verlegt und in New Troy umgetauft. Am 24. Dezember 1823 wurde der Ort als selbständige Gebietskörperschaft inkorporiert und erhielt seinen heutigen Namen. Die Southern University, aus der später das Birmingham-Southern College in Birmingham entstand, gründete sich 1856 in Greensboro. Im Jahr 1867 wurde Greensboro zum County Seat des neu entstandenen Hale Countys. Zum Courthouse wurde eine ehemalige Baptistenkirche bestimmt.
Die Wirtschaft Greensboros lebte bis zum Sezessionskrieg vor allem von der Baumwollproduktion. Danach gewann die Viehhaltung an Bedeutung und bis zur Jahrhundertwende diversifizierte sich die lokale Ökonomie. So entstanden mehrere Handelsunternehmen, Kaufhäuser und Mühlen. Die Great Depression traf die Stadt hart. Der Drehbuchautor James Agee und der Fotograf Walker Evans dokumentierten vor diesem Hintergrund das Leben von drei Farmpächter-Familien in der Umgebung von Greensboro. Bis zur Mitte des 20. Jahrhunderts etablierte die Holzindustrie umfangreiche Nutzwaldflächen im County, ohne den wirtschaftlichen Niedergang der Stadt aufhalten zu können.

## Demographie
Zum Zeitpunkt des United States Census 2000 bewohnten Greensboro 2731 Personen. Die Bevölkerungsdichte betrug 443,0 Personen pro km². Es gab 1142 Wohneinheiten, durchschnittlich 185,3 pro km². Die Bevölkerung Greensboros bestand zu 38,30 % aus Weißen, 60,89 % Schwarzen oder African American, 0,04 % Native American, 0,77 % nannten zwei oder mehr Rassen. 0,88 % der Bevölkerung erklärten, Hispanos oder Latinos jeglicher Rasse zu sein.
Die Bewohner Greensboros verteilten sich auf 1026 Haushalte, von denen in 32,3 % Kinder unter 18 Jahren lebten. 35,1 % der Haushalte stellten Verheiratete, 27,3 % hatten einen weiblichen Haushaltsvorstand ohne Ehemann und 32,9 % bildeten keine Familien. 31,2 % der Haushalte bestanden aus Einzelpersonen und in 14,6 % aller Haushalte lebte jemand im Alter von 65 Jahren oder mehr alleine. Die durchschnittliche Haushaltsgröße betrug 2,56 und die durchschnittliche Familiengröße 3,21 Personen.
Die Stadtbevölkerung verteilte sich auf 28,6 % Minderjährige, 10,5 % 18–24-Jährige, 20,9 % 25–44-Jährige, 20,5 % 45–64-Jährige und 19,4 % im Alter von 65 Jahren oder mehr. Das Durchschnittsalter betrug 37 Jahre. Auf jeweils 100 Frauen entfielen 86,8 Männer. Bei den über 18-Jährigen entfielen auf 100 Frauen 74,6 Männer.
Das mittlere Haushaltseinkommen in Greensboro betrug 22.930 US-Dollar und das mittlere Familieneinkommen erreichte die Höhe von 28.990 US-Dollar. Das Durchschnittseinkommen der Männer betrug 36.071 US-Dollar, gegenüber 23.224 US-Dollar bei den Frauen. Das Pro-Kopf-Einkommen in Blooming Prairie war 13.271 US-Dollar. 35,3 % der Bevölkerung und 27,2 % der Familien hatten ein Einkommen unterhalb der Armutsgrenze, davon waren 47,1 % der Minderjährigen und 26,2 % der Altersgruppe 65 Jahre und mehr betroffen.

### Bevölkerungsentwicklung
| Jahr | Einwohner | %±      |
| ---- | --------- | ------- |
| 1850 | 2.500     | —       |
| 1870 | 1.760     | —       |
| 1880 | 1.833     | 4,1 %   |
| 1890 | 1.759     | −4,0 %  |
| 1900 | 2.416     | 37,4 %  |
| 1910 | 2.048     | −15,2 % |
| 1920 | 1.809     | −11,7 % |
| 1930 | 1.795     | −0,8 %  |
| 1940 | 2.034     | 13,3 %  |
| 1950 | 2.217     | 9,0 %   |
| 1960 | 3.081     | 39,0 %  |
| 1970 | 3.371     | 9,4 %   |
| 1980 | 3.248     | −3,6 %  |
| 1990 | 3.047     | −6,2 %  |
| 2000 | 2.731     | −10,4 % |
| 2010 | 2.497     | −8,6 %  |
| 2020 | 2.218     | −11,2 % |

## Kultur und Sehenswürdigkeiten

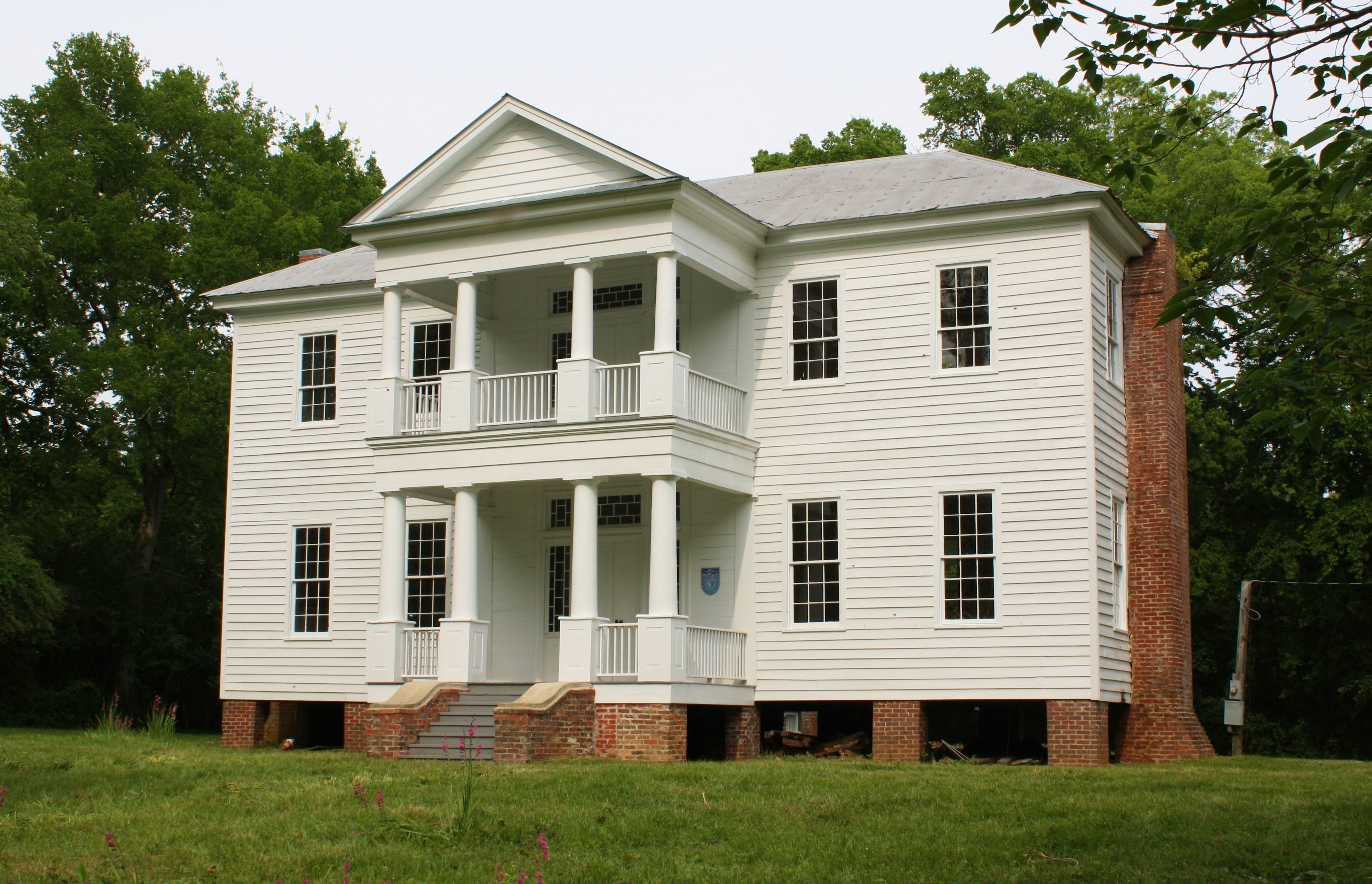
Borden Oaks (2011)

Neun Bauwerke und Stätten in Greensboro sind im National Register of Historic Places (NRHP) eingetragen (Stand 19. März 2020), darunter die Plantagenhäuser Borden Oaks und Magnolia Grove sowie der Greensboro Historic District.

## Söhne und Töchter der Stadt
- Richmond Pearson Hobson (1870–1937), Politiker; Mitglied des US-Repräsentantenhauses
- Pete Jarman (1892–1955), Politiker; Mitglied des US-Repräsentantenhauses und US-Botschafter in Australien
- Thomas E. Knight (1898–1937), Politiker und Jurist
- Armistead Inge Selden junior (1921–1985), Politiker
- Eugene Sawyer (1934–2008), Bürgermeister Chicagos von 1987 bis 1989
- Hedgemon Lewis (1946–2020), Boxer